# The Cherry Pickers
The Cherry Pickers est un film muet américain réalisé par Colin Campbell et sorti en 1914.

## Fiche technique
- Réalisation : Colin Campbell
- Scénario : Bertrand W. Sinclair, d'après la pièce de Joseph Arthur
- Date de sortie : 
  - États-Unis :  13 avril 1914

## Distribution
- Wheeler Oakman : Lieutenant John Nazare
- Gordon Sackville : Major Brough
- Frank Clark : Colonel Guest
- Jack McDonald : Ayoob
- William Elmer : Keukman
- Al W. Filson : le vice-roi
- Art Acord : Hussar
- Bessie Eyton